# Xia Gui

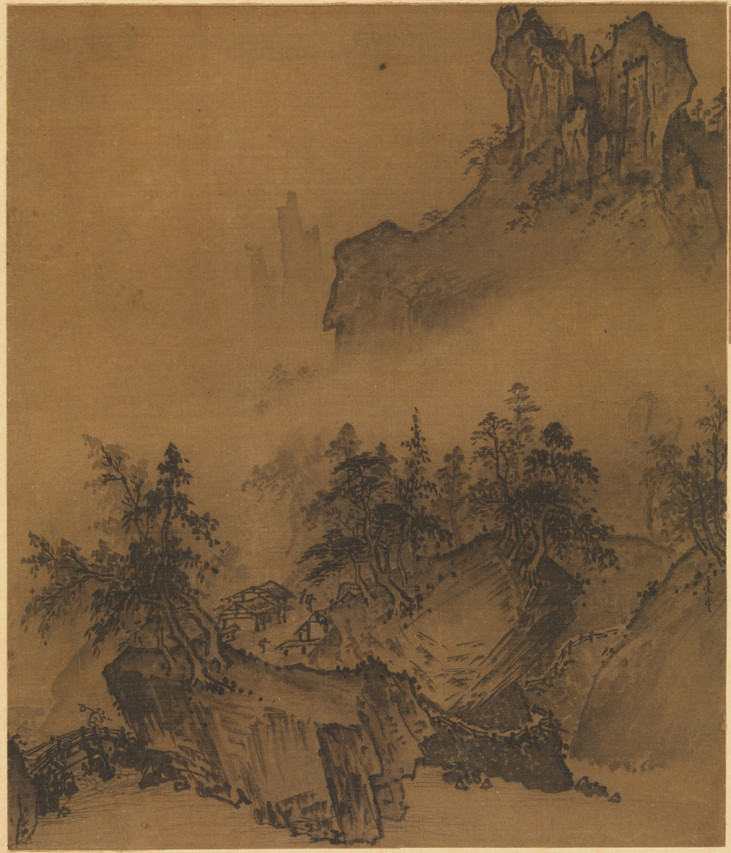
Muntanya amb boira aixecant-se

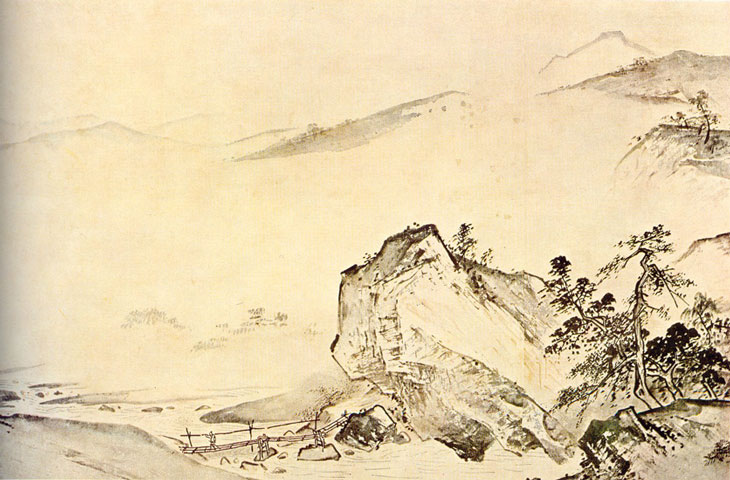
Vista llunyana (fragment)

Xia Gui (en xinès: 夏圭 o 夏珪; en pinyin: Xià Guī), també conegut com a Yüyü, fou un pintor xinès que va viure sota la dinastia Song. Malgrat la consideració de gran artista, de la seva vida es coneix molt poc; se sap de la seva existència entre 1195 i 1224. Va néixer a Qiantang, actualment Hangzhou, província de Zhejiang, llavors capital de la Xina, però no és segur (potser va ser en una localitat propera). Vinculat a l'Acadèmia Imperial de Pintura (Yuhuayuan), arran de la seva mort i la desaparició de la generació dels acadèmics del període Song meridional, va passar a l'oblit, encara que alguns pocs pintors xinesos (com Dai Jin) i japonesos (com el mestre Sesshū) van continuar la tradició de Xia Gui, i fins al segle xx no va ser redescobert i la seva vàlua reconeguda de nou.
Xia Gui és un dels més importants pintors xinesos paisatgistes: és un dels quatre mestres dels Song del Sud, juntament amb Li Tang, Liu Songnian i Ma Yuan. Malgrat la seva fama actual, s'han conservat poques obres seves. El seu estil s'inspirà en el de Li Tang. Acostumava a realitzar les seves pintures en forma d'àlbum i rotlles amb escenes amb continuïtat. Predominantment, les seves obres eren monocromes, però alguna vegada tenien algun toc de color. Era senzill, clar i obert, i amb pinzellades humides. Fundador amb Ma Yuande la denominada escola Ma-Xia, una de les més importants d'aquest període. Entre les seves obres destaquen Dotze paisatges vistos des d'una casa rural, Vista llunyana de muntanyes i rius, Muntanya amb boira, Deu mil lis del riu Iangtse i Retorn amb embarcació. Els següents museus tenen obres seves: Museu de belles Arts de Boston, Museu Nacional del Palau de Taipei, Museu del Palau de Pequín i Nelson Gallery of Art de Kansas. L'any 2013, el centre d'Arts Santa Mònica de Barcelona va exhibir una exposició (Pure Views) inspirada en l'obra de Xia Gui.